# Lista odcinków serialu anime Digimon Adventure 02
Poniższa lista zawiera opis odcinków serialu anime Digimon Adventure 02.
| #  | Tytuł                                                                                              | Premiera             |
| -- | -------------------------------------------------------------------------------------------------- | -------------------- |
| 01 | Enter Flamedramon Yūki o Uketsugu Mono (勇気を受け継ぐ者)                                          | 2 kwietnia 2000      |
| 02 | The Digi-Team Complete Digital Gate Open (デジタルゲートオープン)                                  | 9 kwietnia 2000      |
| 03 | A New Digitude DigiMental Up (デジメンタルアップ)                                                  | 16 kwietnia 2000     |
| 04 | Iron Vegiemon Yami no Ō Digimon Kaiser (闇の王デジモンカイザー)                                    | 17 kwietnia 2000     |
| 05 | Old Reliable Dark Tower o Taose (ダークタワーを倒せ)                                               | 30 kwietnia 2000     |
| 06 | Family Picnic Kikenna Picnic (危険なピクニック)                                                    | 7 maja 2000          |
| 07 | Guardian Angel Hikari no Kioku (ヒカリノキオク)                                                    | 14 maja 2000         |
| 08 | Ken's Secret Digimon Kaiser no Nidoku (デジモンカイザーの孤独)                                     | 21 maja 2000         |
| 09 | The Emperor's New Home Evil Ring Maryoku no Bōsō (イービルリング魔力の暴走)                        | 28 maja 2000         |
| 10 | The Captive Digimon Teki wa MetalGreymon (敵はメタルグレイモン)                                    | 4 czerwca 2000       |
| 11 | The Storm of Friendship Aoi Inazuma Lighdramon (青い稲妻ライドラモン)                              | 11 czerwca 2000      |
| 12 | The Good, the Bad and the Digi Digimon Bokujō no Kettō (デジモン牧場の決闘)                        | 18 czerwca 2000      |
| 13 | His Master's Voice Dagomon no Yobigoe (ダゴモンの呼び声)                                           | 25 czerwca 2000      |
| 14 | Samurai of Sincerity Shippū no Shurimon (疾風のシュリモン)                                         | 2 lipca 2000         |
| 15 | Big Trouble in Little Edo Shurimon Bugeichō (シュリモン武芸帳)                                     | 16 lipca 2000        |
| 16 | 20,000 Digi-Leagues Under the Sea Submarimon Kaitei kara no Dasshutsu (サブマリモン海底からの脱出) | 23 lipca 2000        |
| 17 | Ghost of Chance Odaiba Memorial (お台場メモリアル)                                                 | 30 lipca 2000        |
| 18 | Run, Yolei, Run Kaiser no Kichi o Oe! (カイザーの基地を追え!)                                      | 6 sierpnia 2000      |
| 19 | An Old Enemy Returns Gōsei Majū Chimeramon (合成魔獣キメラモン)                                    | 13 sierpnia 2000     |
| 20 | The Darkness Before Dawn Chōzetsu Shinka! Ōgon no Magnamon (超絶進化! 黄金のマグナモン)            | 20 sierpnia 2000     |
| 21 | The Crest of Kindness Sayonara, Ken-chan (サヨナラ、賢ちゃん…)                                     | 27 sierpnia 2000     |
| 22 | Davis cries Wolfmon Gōyū Shinka! XV-mon (豪勇進化! エクスブイモン)                                 | 3 września 2000      |
| 23 | Genesis of Evil Digivice ga Yami ni Somaru Toki (デジヴァイスが闇に染まる時)                       | 10 września 2000     |
| 24 | If I Had a Tail Hammer Daichi no Sōkō Ankylomon (大地の装甲アンキロモン)                           | 17 września 2000     |
| 25 | Spirit Needle Ōzora no Kishi Aquilamon (大空の騎士アクィラモン)                                    | 24 września 2000     |
| 26 | United we Stand Jogress Shinka Ima Kokoro o Hitotsu ni (ジョグレス進化 今、心をひとつに)           | 1 października 2000  |
| 27 | Fusion Confusion Muteki Gattai! Paildramon (無敵合体! パイルドラモン)                              | 8 października 2000  |
| 28 | The Insect Master's Trap Konchū Tsukai no Wana!! (昆虫使いの罠!!)                                  | 15 października 2000 |
| 29 | Arukenimon’s Tangled Web Arachnemon Kumojo no Miss (アルケニモン 蜘蛛女のミス)                     | 22 października 2000 |
| 30 | Ultimate Anti-Hero Ankoku Kyūkyokutei BlackWarGreymon (暗黒究極体ブラックウォーグレイモン)         | 29 października 2000 |
| 31 | Opposites Attract Ai no Arashi Slyphimon (愛の嵐シルフィーモン)                                    | 5 listopada 2000     |
| 32 | If I only had a Heart Nazo no Iseki Holy Stone (謎の遺跡ホーリーストーン)                          | 12 listopada 2000    |
| 33 | A Chance Encounter Kyō no Miyako wa Miyako no To (今日のミヤコは京の都)                            | 19 listopada 2000    |
| 34 | Destiny in Doubt Holy Point o Mamore (ホーリーポイントを守れ)                                      | 26 listopada 2000    |
| 35 | Cody takes a Stand Bakushin! BlackWarGreymon (爆進! ブラックウォーグレイモン)                      | 3 grudnia 2000       |
| 36 | Stone Soup Hagane no Tenshi Shakkoumon (鋼の天使シャッコウモン)                                    | 10 grudnia 2000      |
| 37 | Kyoto Dragon Kyodai Kyūkyoku Qinglongmon (巨大究極体チンロンモン)                                  | 17 grudnia 2000      |
| 38 | A Very Digi-Christmas Holy Night Digimon Ōshūgō! (ホーリーナイト デジモン大集合!)                  | 24 grudnia 2000      |
| 39 | Dramon Power Zen'in Shutsudō! Imperialdramon (全員出動! インペリアルドラモン)                      | 24 grudnia 2000      |
| 40 | Digimon World Tour, Part I New York Honkon Ōkonsen! (ニューヨーク香港大混戦!)                      | 14 stycznia 2001     |
| 41 | Digimon World Tour, Part II Sango to Versailles Tairansen! (サンゴとベルサイユ大乱戦!)             | 21 stycznia 2001     |
| 42 | Digimon World Tour, Part III Koi to Borscht Ōgekisen! (恋とボルシチ大激戦!)                        | 28 stycznia 2001     |
| 43 | Invasion of the Daemon Corps Demon Gundan no Shūrai (デーモン軍団の襲来)                           | 4 lutego 2001        |
| 44 | Dark Sun, Dark Spore Ankoku Digimon no Shitō (暗黒デジモンとの死闘)                                | 11 lutego 2001       |
| 45 | The Dark Gate Ankoku no Gate (暗黒のゲート)                                                        | 18 lutego 2001       |
| 46 | Duel of the WarGreymon BlackWarGreymon VS WarGreymon (ブラックウォーグレイモンVSウォーグレイモン)  | 25 lutego 2001       |
| 47 | BlackWarGreymon’s Destiny BlackWarGreymon no Fūin (ブラックウォーグレイモンの封印)                 | 4 marca 2001         |
| 48 | Oikawa’s Shame Kyōfu! BelialVamdemon (恐怖! ベリアルヴァンデモン)                                  | 11 marca 2001        |
| 49 | The Last Temptation of the DigiDestined Saigo Armor Shinka (最後のアーマー進化)                    | 18 marca 2001        |
| 50 | A Million Points of Light Bokura no Digital World (ぼくらのデジタルワールド)                       | 25 marca 2001        |